# Microtropis pallens
Microtropis pallens là một loài thực vật có hoa trong họ Dây gối. Loài này được Pierre mô tả khoa học đầu tiên năm 1895.